# ژدارتس
ژدارتس (به لاتین: Žďárec) یک منطقهٔ مسکونی در جمهوری چک است که در شهرستان برنو-ونکوو واقع شده‌است. ژدارتس ۸٫۰۳ کیلومتر مربع مساحت و ۳۵۶ نفر جمعیت دارد و ۴۶۲ متر بالاتر از سطح دریا واقع شده‌است.